# Boguczańska Elektrownia Wodna
Boguczańska Elektrownia Wodna, także BEW (ros. Богуча́нская гидроэлектроста́нция) – zapora wodna znajdująca się na rzece Angara, w bliskim sąsiedztwie z miastem Kodyńsk w azjatyckiej części Rosji.
Pierwsze prace przygotowawcze do budowy rozpoczęto już w 1974 roku. Projekt zapory wodnej został wykonany przez rosyjską firmę Hydroproject w 1976 roku. Budowa elektrowni rozpoczęła się w 1980 roku, ale została oficjalnie zawieszona w 1994 roku z powodu braku państwowego finansowania. Prace nad projektem wznowiono w 2005 roku, gdy RAO JES (były właściciel RusHydro) wspólnie z największym producentem aluminium na świecie, rosyjską firmą Rusal zgodziła się na wspólne finansowanie projektu. Budowa ponownie rozpoczęła się w 2007 roku. Pierwsza turbina została wysłana w 2008 roku. Według założeń pierwsze dwa generatory mocy rozpoczęły produkcję w roku październiku 2012 wraz z otwarciem zapory, natomiast pełną zdolność produkcji energii elektrownia osiągnęła w 2014 roku.

## Dane techniczne
Zapora mierzy 96 metrów wysokości, natomiast długość całkowita zapory wynosi 2587 metrów, w swojej konstrukcji łączy cechy wielu rozwiązań współczesnych zapór wodnych. W skład ciągu zapory wchodzi m.in.: 774-metrowej długości odcinek zapory grawitacyjnej wykonany z żelbetu pod budowę budynku elektrowni, oraz czasowej śluzy wodnej, 1813-metrowej długości nasypu ziemnego, tzw. "grzbietu" wykonanego z ubitych odłamków skalnych, oraz z asfaltobetonowej membrany wewnątrz nasypu na całej jego długości, który jest materiałem stosowanym na obszarach o zwiększonej aktywności sejsmicznej.
Elektrownia będzie się składać z dziewięciu turbin o mocy około 333 MW każda, o mocy docelowej około 3000 MW), które będą zdolne wygenerować około 17,6 TWh energii elektrycznej rocznie. Turbiny zostały dostarczone przez firmę "Power Machines", rosyjskiego producenta maszyn. Po zakończeniu budowy hydroelektrowni stanie się ona własnością i będzie zarządzana jako spółka pod kierownictwem RusHydro i Rusal. Zakłada się, że energia, która będzie produkowana w elektrowni zostanie wykorzystana, między innymi, przez ogromną hutę aluminium w Boguczanach, która ma zostać uruchomiona w 2013 roku. Natomiast pozostałe nadwyżki energii, mają być eksportowane zagranicę, głównie do Chin.

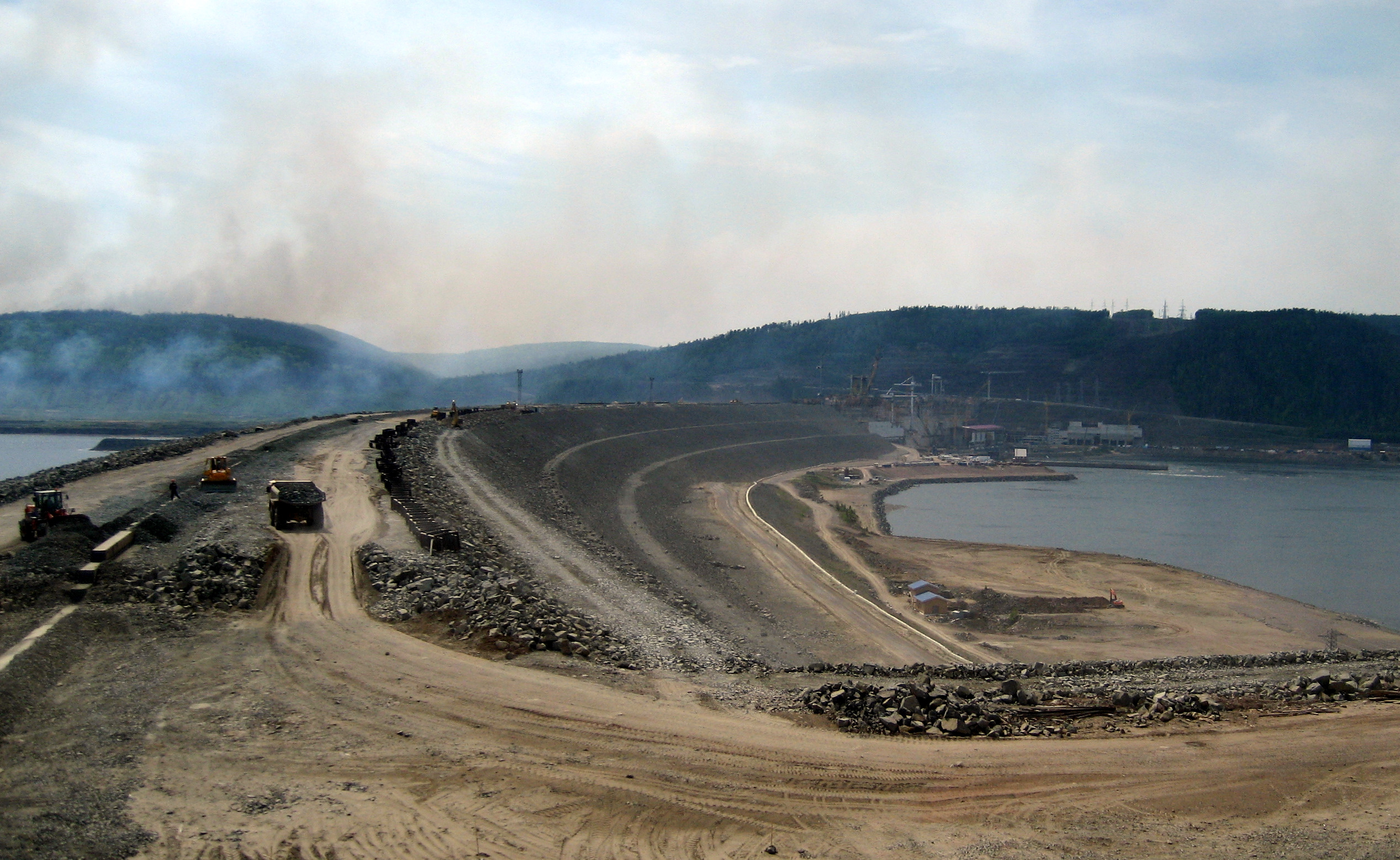
Wał ziemny wchodzący w skład zapory Boguczańskiej w 2011 roku

## Zbiornik wodny
Podsumowując w chwili ukończenia zapory wodnej na Angarze, utworzony sztuczny zbiornik wodny mierzy 375 km długości sięgając aż do Zbiornika Ust-Ilimskiego. Spowodowało to zalanie ostatniego odcinku kanału na Angarze, który dotychczas był niedostępny dla bezpiecznej żeglugi z powodu płytkiej kaskady rzecznej. Według różnych źródeł związanych z tym tematem, nie ma planów budowy dodatkowych zapór w dolnym biegu rzeki Angara, które pozwalały by na ułatwienie transportu morskiego poprzez możliwość "przejścia" statków o dużym tonażu.
Według szacunków niezależnych obserwatorów inwestycji, podczas napełniania zbiornika wodą zalano obszar o powierzchni około 2326 km², w tym około 124 tys. ha lasów (około 1240 km²), których znaczna część nie została wycięta, gdyż nie było w tym rejonie technicznych możliwości na przeprowadzenia takiego przedwsięwzięcia. Dodatkowo zalano wybitnie cenne obszary torfowisk o powierzchni około 760 kilometrów kwadratowych, a także wysiedlono ludność zamieszkującą tereny zalewowe jednocześnie wypłacając im rekompensatę. Całkowitą pojemność Boguczańskiego Zbiornika Wodnego ocenia się na 58,2 mld metrów sześciennych.